# Kostel svaté Terezie z Avily (Terézváros)
Kostel sv. Terezie z Avily leží v Budapešti v VI. obvodu s názvem Terézváros.

## Historie
V roce 1777 zde byla kaple, která se nacházela mimo hradby města Pešť. Později byl na tom místě roku 1800 postaven tento kostel zasvěcený sv. Terezii z Avily. Nyní je kostel celkově zrekonstruován.